# Вазоконстрикция
Вазоконстри́кция (новолат. vasoconstrictio ← vaso «сосуд» + constrictio «стягивание, сужение») — сужение просвета кровеносных сосудов, особенно артерий. Такая реакция сосудов возникает в ответ на стимуляцию сосудодвигательного центра продолговатого мозга, от которого затем к сосудам поступает сигнал о необходимости сокращения мышечных стенок артерий, в результате чего повышается артериальное давление.
При острой кровопотере, в том числе даже при травматической ампутации конечностей, вазоконстрикцией обеспечивается компенсаторное уменьшение ёмкости сосудистого русла. Венозная вазоконстрикция является одним из наиболее важных компенсаторных механизмов, который позволяет больным переносить дефицит объёма циркулирующей крови до 25 % без развития артериальной гипотензии.

## Активные вещества
- адреналин (эпинефрин)
- ацетилхолин
- ангиотензин
- метоксамин
- фенилэфрин
- вазопрессин

Противоположным процессом вазоконстрикции является вазодилатация.